# Mike Farrell
Mike Farrell, właśc. Michael Joseph Farrell Jr. (ur. 6 lutego 1939 w Saint Paul) – amerykański aktor i producent filmowy i telewizyjny. Wystąpił w sitcomie M*A*S*H (1975–1983) jako kapitan B.J. Hunnicutt i serialu Powrót do Providence (Providence, 1999–2002) jako doktor James Hansen. W serialu Gotowe na wszystko (2007–2008) zagrał rolę Miltona Langa, teścia jednej z głównych bohaterek.

## Życiorys

### Wczesne lata
Urodził się w rodzinie rzymskokatolickiej jako jedno z czworga dzieci Agnes Sarah Cosgrove i Michaela Josepha Farrella Sr., który był hollywoodzkim stolarzem w studiu filmowym. Kiedy miał dwa lata, przeniósł się z rodziną do Hollywood. Uczęszczał do Hollywood High School i West Hollywood Grammar School z Natalie Wood i Ricky Nelsonem. Miał 17 lat, gdy zmarł jego ojciec. Służył w United States Marine Corps w Camp Hansen w Prefekturze Okinawie. Studiował w University of California at Los Angeles. Uczył się aktorstwa w Jeff Corey Workshop.

### Kariera
Zadebiutował na kinowym ekranie jako pacjent w komediodramacie Kapitan Newman (Captain Newman, M.D., 1963) z udziałem Gregory Pecka, Tony’ego Curtisa, Angie Dickinson, Roberta Duvalla, Eddiego Alberta i Bobby’ego Darina. Wystąpił jako Ranger w jednym z odcinków serialu CBS Lassie - pt. „Never Look Back” (1967) z Arthurem O’Connellem. Można go było też dostrzec w dramacie Mike’a Nicholsa Absolwent (The Graduate, 1967), filmie fantastycznonaukowym Roberta Altmana Odliczanie (Countdown, 1968) i dreszczowcu Petera Bogdanovicha Żywe tarcze (Targets, 1968).
W latach 1975–83 grał postać kapitana B.J. Hunnicutta w sitcomie CBS M*A*S*H, za którą w 1980 zdobył nominację do nagrody Emmy. W dramacie telewizyjnym NBC Posłuchaj głosu serca (Choices of the Heart, 1983) w reżyserii Josepha Sargenta z Melissą Gilbert, Helen Hunt i Pamelą Bellwood był ambasadorem Robertem E. White. W telewizyjnym filmie biograficznym J.F.K.: A One-Man Show (1984) wcielał się w postać Johna Fitzgeralda Kennedy’ego.
Założył własną spółkę produkującą filmy. Był producentem komediodramatu Patch Adams (1998) z Robinem Williamsem. 
W latach 1999–2002 wystąpił w roli weterynarza Jima Hansena, ojca głównej bohaterki dr Sydney Hansen (w tej roli Melina Kanakaredes) w serialu NBC Powrót do Providence (Providence). W serialu Gotowe na wszystko (2007–2008) zagrał rolę Miltona Langa, ojca Victora (John Slattery).
W 2007 ukazała się jego autobiografia Just Call Me Mike: A Journey to Actor and Activist.
W 2016 w serialu 20th Century Fox Television American Crime Story: Zabójstwo Versace wystąpił jako Lee Miglin, ofiara śmiertelna Andrew Cunanana (Darren Criss).

## Życie prywatne
18 sierpnia 1963 poślubił Judy Farrell, z którą miał dwójkę dzieci: syna Michaela i córkę Erin. 10 lipca 1984 doszło do rozwodu. 31 grudnia tego samego roku ożenił się z Shelley Fabares.

## Filmografia

### Filmy fabularne
- 1967: Absolwent (The Graduate) jako goniec hotelowy w Lobby
- 1996: Zabójczy żart (Vows of Deception) jako prawnik Clay Spencer
- 1998: Patch Adams - producent
- 2005: Atak szarańczy (Locusts) jako Rierden

### Seriale TV
- 1966: Combat! jako lekarz
- 1967: Ironside jako obsługa hotelowa
- 1967: Lassie jako Ranger
- 1968: I Dream of Jeannie jako astronauta Arland
- 1968: Dni naszego życia jako Scott Banning
- 1969: Bill Cosby Show jako Al Socconis
- 1972: Bonanza jako dr Will Agar
- 1974: Ironside jako Len Parsons
- 1975-83: M*A*S*H jako kpt. B.J. Hunnicutt
- 1990: Napisała: Morderstwo jako Drew Borden
- 1994: Matlock jako sędzia David Bennett
- 1996-99: Superman jako Jonathan Kent (głos)
- 1999–2002: Powrót do Providence (Providence) jako doktor James Hansen
- 2003: Liga Sprawiedliwych jako Jonathan Kent / Store Owner (głos)
- 2007–2008: Gotowe na wszystko jako Milton Lang
- 2008: Prawo i porządek: sekcja specjalna jako Jonah Malcolm
- 2009: Bez śladu jako Ross Baldwin
- 2019: Agenci NCIS jako sędzia Miles Deakin